# Too Funky
«Too Funky» (en español: Demasiado Funky) es una canción compuesta e interpretada por el cantante británico George Michael y publicada por Epic Records en 1992.

## Video musical
El vídeo muestra a George Michael (brevemente, en unos pocos planos) como un director de cine filmando un desfile de supermodelos, en forma similar al vídeo de 1990 para su sencillo Freedom 90. En aquella época el cantante vivía un conflicto con su compañía discográfica y rehusaba protagonizar sus vídeos promocionales. Curiosamente, aunque el cantante aparece en el vídeo haciendo el personaje de director, en los rótulos finales se omite quién lo dirigió realmente, y solamente figura el signo «?». Luego ha quedado claro que fue dirigido por el diseñador Thierry Mugler, quien igualmente creó todos los vestidos lucidos en el desfile. 
Las supermodelos que aparecen en este video incluyen a Linda Evangelista, Eva Herzigová, Tyra Banks, Beverly Peele, Nadja Auermann, Emma Sjöberg, y Estelle Hallyday. También participan la actriz española Rossy de Palma y una modelo de edad madura: la antaño famosa Julie Newmar. Muchas de estas mujeres solían participar en desfiles reales de Thierry Mugler y siguieron haciéndolo en años posteriores.

## Sencillo
CD sencillo
1. «Too Funky» (extended) – 5:01
2. «Crazyman Dance» (extended) – 6:00
3. «Too Funky» – 3:45

7" sencillo
1. «Too Funky» – 3:45
2. «Crazyman Dance» – 3:34

12" sencillo
1. «Too Funky» (extended) – 5:01
2. «Crazyman Dance» (extended) – 6:00

## Posicionamiento
| Listas (1992)  | Posición |
| -------------- | -------- |
| Australia      | 3        |
| Austria        | 9        |
| Estados Unidos | 10       |
| Francia        | 5        |
| Noruega        | 2        |
| Reino Unido    | 4        |
| Suecia         | 7        |
| Suiza          | 6        |